# Cynanchum dombeyanum
Cynanchum dombeyanum är en oleanderväxtart som först beskrevs av Joseph Decaisne, och fick sitt nu gällande namn av G. Morillo. Cynanchum dombeyanum ingår i släktet Cynanchum och familjen oleanderväxter. Inga underarter finns listade i Catalogue of Life.